# Richar
Richar, Richer, także Ryszard (zm. między 12 lutego a 15 marca 973 roku) – hrabia Mons od 964 roku do śmierci.
Gotfryd I z Hainaut, który w 958 odebrał Hainaut Reginarowi III, umierając w 964 roku podzielił swą domenę na dwie części. Amalryk objął Valenciennes, natomiast Mons przypadło Richarowi (odziedziczył on także tytuł wiceksięcia Dolnej Lotaryngii i księcia Liège). Faktyczną władzę w Valenciennes mógł jednak uzyskać nawet ok. 956-958 roku. Prawdopodobnie był sprzymierzeńcem Ottona I Wielkiego i jego brata Bruno, biskupa Kolonii. Amalryk i Richar musieli odpierać ataki Reginara IV i Lamberta, synów Reginara III, którzy nie poddali się w walce o odzyskanie ojcowizny. Ostatni raz wspominany jest w źródłach 12 lutego 973 roku, gdy wraz z cesarzem Ottonem I wspiera monaster w Crespin, natomiast dokument z 15 marca udowadnia, że już wówczas nie żył. W tym czasie do Valenciennes i Mons wyruszyli bracia Warin (Garnier) i Reginald, jednak Reginar IV pokonał ich w bitwie jeszcze w tym samym roku.
Miał syna Godizo von Aspel-Heimbach, który został hrabią Hamaland i Liège.